# 馬稠後 (臺南市)
馬稠後，是臺灣臺南市白河區的一個傳統地域名稱，位於該區北部。相較於今日行政區，其範圍大致包括馬稠後里、內角里、崎內里北半部（頭前溪以北部分）。

## 歷史
台灣日治初期，馬稠後地區為一（舊制）街庄，稱為「馬稠後庄」，隸屬於下茄苳南堡。昔日該庄西邊、西南邊及南邊隔八奬溪（今八掌溪）支流頭前溪分別與詔安厝庄、海豐厝庄、竹仔門庄為界，西北隔頭前溪支流與番仔藔庄為界，北及東北與牛稠埔庄為鄰，東邊一小段與深坑庄為界，東南邊為三層崎庄。
1901年（日治明治三十四年）11月，全台設置二十廳，該庄隸屬於鹽水港廳。1903年（明治三十六年）6月，該庄編入「番仔藔區」，隸屬於鹽水港廳。1909年（明治四十二年）10月，合併二十廳為十二廳，番仔藔區改隸屬於嘉義廳。1920年（大正九年），廢十二廳改設五州二廳，該庄改制為「馬稠後」大字，隸屬於臺南州新營郡白河庄（新制街庄）。1943年10月，白河庄升格為白河街。
戰後白河街改制為白河鎮，隸屬於臺南縣，大字亦改制為里。1950年雲、嘉、南分治，白河鎮仍隸屬於臺南縣。2010年12月25日，因臺南縣市合併為直轄市臺南市，白河鎮改制為白河區。

## 聚落
本地區發展較早的聚落有大埔、關帝廳、瓦磘坑、糞箕科、內角、祖厝、草店、大厝、橋頭、外埤角、內埤角、頂溪洲仔、柑宅仔、崁頂、頭前溪等，在日治期初期的官方地圖上已有記載。

## 交通
國道3號又稱「福爾摩沙高速公路」，是貫穿臺灣西部的兩條縱向高速公路之一，始於基隆市安樂區大武崙，終於屏東縣林邊鄉大鵬灣，經過本地區西部。最近的交流道在北側為省道台82線交會處的水上系統交流道（台82線在附近的市道165號交會處設有嘉義交流道）；在南側為市道172號交會處的白河交流道；由此等可快速前往國道3號沿線各地。
市道165號是嘉義縣中埔鄉後庄至臺南市官田區官田的道路。
區道南86線是詔安厝至內角的道路。
區道南86-1線是紅毛寮至關帝廳的道路，北端可銜接嘉義縣鄉道嘉175線（中庄－紅毛寮）。
區道南86-2線是關帝廳至草店的道路，北端可銜接嘉義縣鄉道嘉137線以通往番子寮。
區道南90線是後壁至三層崎（實際終點在縣界）的道路，續東行可接嘉義縣鄉道嘉182線前往三層崎。

## 學校
- 內角國小